# Dick och Mac McDonald
Richard James "Dick" McDonald, född 16 februari 1909 i Manchester, New Hampshire, död 14 juli 1998 i Bedford, New Hampshire och Maurice James "Mac" McDonald, född 26 november 1902 i Manchester, New Hampshire, död 11 december 1971 i Riverside, Kalifornien, grundade 1948 den första McDonald'srestaurangen i San Bernardino i Kalifornien. Deras koncept var något för tiden helt unikt, nämligen att kunderna fick maten på mindre än en minut direkt vid kassan och all mat var inslagen i papper och plast. Milkshakemaskinsförsäljaren Ray Kroc upptäckte brödernas restaurang 1954 och blev genast intresserad av deras sätt att laga och servera hamburgare. Han erbjöd sig att bli franchisetagare och ingick ett avtal med bröderna McDonald. Året efter öppnade Kroc sin första McDonald's restaurang i Des Plaines, Illinois. 
Emellertid blev Kroc och bröderna McDonald oense om McDonald's framtid då Kroc ändrade brödernas grundkoncept om hur restaurangerna skulle se ut och skötas. Efter påtryckningar från Kroc sålde bröderna 1961 sin affärsidé till Kroc för 2,7 miljoner dollar. Dick och Mac McDonald krävde att få behålla sin ursprungliga restaurang i San Bernadino, som döptes om till The Big M. Kroc köpte därefter en av granntomterna och började sälja sina hamburgare för halva priset. The Big M gick i konkurs sex år senare. 